# Khuram wa Sarbagh (distrikt)
Khuram wa Sarbagh är ett distrikt i Afghanistan. Det ligger i provinsen Samangan, i den nordöstra delen av landet, 190 kilometer nordväst om huvudstaden Kabul. Administrativ huvudort är Khuram wa Sarbagh.
Distriktet beräknades år 2022 ha cirka 47 000 invånare.